# Under My Skin (альбом)
Under My Skin (с англ. — «Под моей кожей») — второй студийный альбом франко-канадской исполнительницы и автора песен Аврил Лавин. Дата релиза — 25 мая 2004 года. Это последний альбом Аврил на лейбле Arista Records и первый на RCA Records. Under My Skin дебютировал на первых строках в чартах Billboard. Является 149-м самым продаваемым альбомом 2000-х по версии Billboard. В мире было продано свыше 12 миллионов копий альбома, 3 из которых — на территории США.
Из-за более темных пост-гранжевых мелодий, серьёзных и мрачных текстов и их гармоничного сочетания, альбом был очень тепло встречен критиками.

## Предыстория
Не желая работать с профессиональными авторами и продюсерами, Лавин написала большую часть песен с другой канадской исполнительницей Шанталь Кревиазук, с которой они подружились летом 2003 года. Кревиазук, чей муж, Раине Майда, солист группы Our Lady Peace, открывал концерты Лавин в Европе, свел их на афтер-пати анти-SARS лекции в Торонто в июне 2003 года. На следующий день, когда Лавин и Кревиазук вместе обедали, Аврил сказала, что намеревается выпустить её второй альбом. Они писали песни около трех недель на складе у Маиды. Затем Кревиазук пригласила Аврил в их новый дом в Малибу, в котором была студия звукозаписи. Большинство песен были записаны именно там.

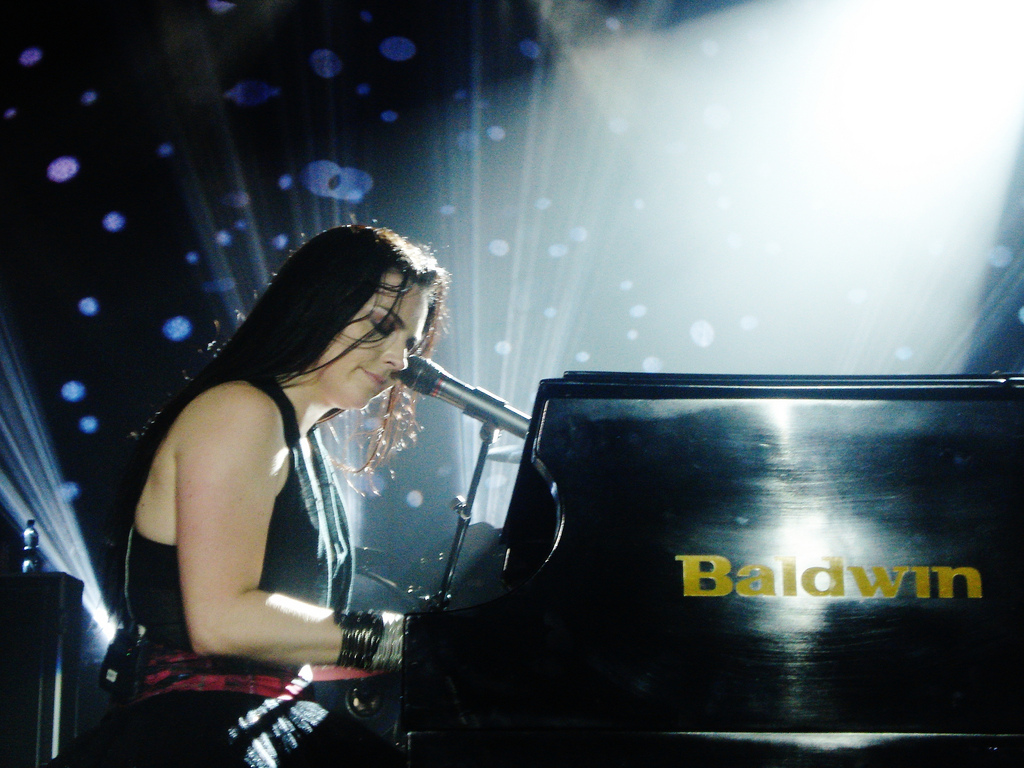
Большинство критиков сравнивали звучание Аврил в Under My Skin с Эми Ли из Evanescence

Кревиазук попросила Маиду спродюсировать часть песен в альбоме, с которыми они с Аврил не смогли разобраться самостоятельно. Маида спродюсировал пять песен, включая «Fall to Pieces», написанную им и Аврил. Лавин также позвала двух других продюсеров: Дона Гилморе и Бутча Уолкера. Первым было спродюсировано три песни, две из которых были написаны Аврил и Шанталь. Бутч же спродюсировал три другие песни за три дня. Также в альбоме имеется песня Nobody's Home, написанная Аврил в соавторстве с Беном Муди, экс-участником Evanescence и песня, написанная с бывшим гитаристом Аврил, Эваном Тобенфельдом.
На её сайте была заметка, в которой было сказано, что она познала много нового со времен её первой пластинки: «Я принимала участие в каждом аспекте создания альбома. Отличная практика. На этот раз я знала, какое звучание ударных и гитар мне нужно, а также как должны быть построены композиции. Теперь я отлично понимаю весь этот сложный путь создания песен и я его преодолела. На этот раз я действительно довольна результатом.». Затрагивая тему лирики, Аврил сказала следующее: «Мне пришлось через многое пройти, поэтому я и буду говорить… о парнях, о свиданиях, об отношениях».
В этом альбоме Аврил расширила свой репертуар альтернативной рок-музыки, включив в него элементы готического рока. В столь мрачной готической картине критики также нашли элементы альтернативного и ню-метала, пост-гранжа и знакомого ещё с первого альбома поп-панка.

## Рецензии
По данным Metacritic, Under My Skin имеет оценку выше средней (65/100) и положительные отзывы критиков.
Дэвин Браун из Entertainment Weekly сказал: «Лавин стала намного, что ли, сложнее», добавив, что «по звучанию он очень тяжелый». Ещё он добавил, что «Альбом звучит очень целостно. Нет сомнений в прогрессе исполнительницы». Сол Синкемани из журнала Slant заметил, что Аврил звучит теперь намного тяжелее и мрачнее и сравнил её с Эми Ли из Evanescence, как это сделал и Браун. Карли Кариоли из журнала Blender, как и вышеназванные личности, поощрила утяжеленное звучание певицы, сказав, что «она углубила и умрачнила звучание не в ущерб своей чудесной музыке». Келефа Сэннех из Rolling Stone похвалила вокал Аврил: «душевная пустота — вот что делает её песни по-настоящему сильными. И неважно, панк это или сентиментальная баллада, поет она везде великолепно». Музыкально, альбом можно описать как «хрустящие панковские гитары играют максимально мощные для них аккорды, смешанные с более мягким и мелодичным поп-панком вроде гриндеевского Dookie», сказал Тим О’Нил из PopMatters. Эндрю Стрикленд из Yahoo! Music удивился, как «девушка может использовать свои крохотные легкие для достижения такого великолепного эффекта… Она отлично знает, что и когда напевать и кричать».
Менее яркую оценку альбом получил от Стэфана Томаса Эрльвина из Allmusic. Он сказал, что «Under My Skin звучит местами немного неуклюже, порой неуверенно, иногда эмоции слегка переполняют Аврил.» и сравнил песни из альбома с наиболее темными песнями Аланис Мориссетт. По словам Cinquemani, главная проблема Аврил — это тексты песен, а Стрикленд согласился, добавив, что «перед нами повзрослевшая мисс Лавин, стоящая далеко от подростковых гимнов из Let Go, но все ещё затрудняющаяся конкретно описать желаемую историю». Тим О’Нил из PopMatters начал рецензию с того, что «тексты в альбоме слегка клишейные», но добавил, что Under My Skin «хорошее, хоть и немного разочаровавшее продолжение Let Go». Алексис Петридис из The Guardian просто «разнёс» альбом, назвав его «плотоядным вирусом», но добавил, что «музыка здесь как болеутоляющее: позволяет отвлечься и на слова вполне можно не обращать внимания. И на том спасибо».

## Коммерческий успех
Under My Skin — её первый альбом, дебютировавший в американском Billboard 200 с первой позиции. За первую неделю было продано около 381,000 копий альбома. Альбом стал дважды платиновым по данным американской ассоциации звукозаписывающих компаний в ноябре 2004 года. В январе 2006-го он стал трижды платиновым. Альбом был на 22 позиции в итоговом годом чарте 2004 года (по данным Billboard 200) и 68-м в 2005-м. На июль 2013-года в США было продано примерно 3,144,000 копий альбома.
Альбом занимал лидирующие позиции в Японии (286,894 копий), Канаде (63,000 копий), Великобритании (87,500 копий), Австралии, Испании, Мексике и на Тайване.

## Список композиций
| №   | Название           | Текст песни             | Музыка             | Продюсеры   | Длительность |
| --- | ------------------ | ----------------------- | ------------------ | ----------- | ------------ |
| 1.  | «Take Me Away»     | Аврил Лавин             | Эван Тобенфельд    | Дон Гилмор  | 2:57         |
| 2.  | «Together»         | Лавин, Шанталь Кревязюк | Лавин, Кревязюк    | Гилмор      | 3:14         |
| 3.  | «Don't Tell Me»    | Лавин                   | Тобенфельд         | Бутч Уолкер | 3:21         |
| 4.  | «He Wasn't»        | Лавин, Кревязюк         | Лавин, Кревязюк    | Раине Маида | 2:59         |
| 5.  | «How Does It Feel» | Лавин, Кревязюк         | Лавин, Кревязюк    | Маида       | 3:44         |
| 6.  | «My Happy Ending»  | Лавин, Бутч Уолкер      | Лавин, Уолкер      | Уолкер      | 4:02         |
| 7.  | «Nobody's Home»    | Лавин                   | Лавин, Бен Муди    | Гилмор      | 3:32         |
| 8.  | «Forgotten»        | Лавин, Кревязюк         | Лавин, Кревязюк    | Гилмор      | 3:16         |
| 9.  | «Who Knows»        | Лавин, Кревязюк         | Лавин, Кревязюк    | Maida       | 3:30         |
| 10. | «Fall to Pieces»   | Лавин, Маида            | Лавин, Маида       | Маида       | 3:28         |
| 11. | «Freak Out»        | Лавин                   | Уолкер, Мэтт Брэнн | Уолкер      | 3:11         |
| 12. | «Slipped Away»     | Лавин, Креязюк          | Лавин, Кревязюк    | Маида       | 3:33         |

| №   | Название                   | Текст песни         | Музыка         | Production | Длительность |
| --- | -------------------------- | ------------------- | -------------- | ---------- | ------------ |
| 13. | «I Always Get What I Want» | Лавин, Клиф Магнесс | Лавин, Магнесс | Магнесс    | 2:31         |

| №   | Название                        | Текст песни    | Музыка         | Production | Длительность |
| --- | ------------------------------- | -------------- | -------------- | ---------- | ------------ |
| 13. | «I Always Get What I Want»      | Лавин, Магнесс | Лавин, Магнесс | Magness    | 2:31         |
| 14. | «Nobody's Home» (Live Acoustic) | Лавин          | Лавин, Муди    | Гилмор     | 3:38         |

| №  | Название                          | Длительность |
| -- | --------------------------------- | ------------ |
| 1. | «Entire album in enhanced stereo» |              |
| 2. | «Behind the scenes»               |              |
| 3. | «Don't Tell Me» (video)           |              |
| 4. | «My Happy Ending» (video)         |              |
| 5. | «Nobody's Home» (video)           |              |

| №   | Название               | Автор(ы)                          | Длительность |
| --- | ---------------------- | --------------------------------- | ------------ |
| 13. | «Nobody's Home» (live) | Лавин, Муди                       | 3:20         |
| 14. | «Take Me Away» (live)  | Лавин, Тобенфельд                 | 2:55         |
| 15. | «He Wasn't» (live)     | Лавин, Кревязюк                   | 3:13         |
| 16. | «Tomorrow» (live)      | Лавин, Куртис Фраска, Сабэль Брир | 3:35         |

| №   | Название                        | Автор(ы)            | Продюсеры | Длительность |
| --- | ------------------------------- | ------------------- | --------- | ------------ |
| 13. | «I Always Get What I Want»      | Лавин, Магнесс      | Магнесс   | 2:31         |
| 14. | «Nobody's Home (live acoustic)» | Лавин, Муди         | Гилмор    | 3:38         |
| 15. | «Nobody's Home» (live)          | Лавин, Муди         |           | 3:20         |
| 16. | «Take Me Away» (live)           | Лавин, Тобенфельд   |           | 2:55         |
| 17. | «He Wasn't» (live)              | Лавин, Кревязюк     |           | 3:13         |
| 18. | «Tomorrow» (live)               | Лавин, Фраска, Брир |           | 3:35         |

| №  | Название                  | Длительность |
| -- | ------------------------- | ------------ |
| 1. | «Under My Skin Diary»     |              |
| 2. | «Bonez Tour Diary»        |              |
| 3. | «Don't Tell Me» (video)   |              |
| 4. | «My Happy Ending» (video) |              |
| 5. | «Nobody's Home» (video)   |              |
| 6. | «He Wasn't» (video)       |              |

## История релизов
| Region         | Date        | Label(s)                    |
| -------------- | ----------- | --------------------------- |
| Japan          | 12 мая 2004 | BMG Japan                   |
| United Kingdom | 24 мая 2004 | Arista Records, RCA Records |
| United States  | 25 мая 2004 | Arista Records, RCA Records |

## Позиции в чартах
| Chart (2004)                    | Высшая позиция |
| ------------------------------- | -------------- |
| Australian Albums Chart         | 1              |
| Austrian Albums Chart           | 1              |
| Belgian Albums Chart (Flanders) | 5              |
| Belgian Albums Chart (Wallonia) | 6              |
| Canadian Albums Chart           | 1              |
| Dutch Albums Chart              | 13             |
| French Albums Chart             | 4              |
| German Albums Chart             | 1              |
| Greek Albums Chart              | 6              |
| Irish Albums Chart              | 1              |
| Italian Albums Chart            | 3              |
| Japanese Albums Chart[A]        | 1              |
| Mexican Albums Chart            | 1              |
| New Zealand Albums Chart        | 7              |
| Norwegian Albums Chart          | 11             |
| Polish Albums Chart (OLiS)      | 13             |
| Portuguese Albums Chart         | 3              |
| Swedish Albums Chart            | 14             |
| Spanish Albums Chart            | 1              |
| Swiss Albums Chart              | 2              |
| UK Albums Chart                 | 1              |
| US Billboard 200                | 1              |

| Chart (2000s)       | Rank |
| ------------------- | ---- |
| Global Albums Chart | 57   |

| Предшественник: Confessions by Usher     | Billboard 200 number-one album 6 июня 2004 – 12 июня 2004               | Преемник: Confessions by Usher            |
| Предшественник: Hopes and Fears by Keane | UK number one album 5 июня 2004 – 11 июня 2004                          | Преемник: Hopes and Fears by Keane        |
| Предшественник: Get Born by Jet          | Australian ARIA Albums Chart number-one album 31 май 2004 – 6 июня 2004 | Преемник: Wayward Angel by Kasey Chambers |

## Сертификации и продажи
| Регион | Сертификация  | Продажи    |
| --- | ------------- | ---------- |
| Аргентина (CAPIF) | 2× Платиновый | 80 000^    |
| Австралия (ARIA) | Платиновый    | 70 000^    |
| Австрия (IFPI Austria)                                                                                                   | Платиновый    | 30 000*    |
| Бельгия (BEA) | Золотой       | 25 000*    |
| Бразилия (ABPD) | Платиновый    | 125 000*   |
| Канада (Music Canada) | 5× Платиновый | 500 000^   |
| Франция (SNEP) | Золотой       | 100 000*   |
| Германия (BVMI) | Золотой       | 100 000^   |
| Греция (IFPI Greece) | Золотой       | 10 000^    |
| Япония (RIAJ) | Миллионный    | 1 000 000^ |
| Мексика (AMPROFON) | Платиновый    | 100 000^   |
| Новая Зеландия (RMNZ) | Золотой       | 7500^      |
| Португалия (AFP) | Серебряный    | 10 000^    |
| Россия (NFPF) | Платиновый    | 20 000*    |
| Сингапур (RIAS) | Золотой       | 5000*      |
| Испания (PROMUSICAE) | Золотой       | 50 000^    |
| Республика Корея | —             | 66,514     |
| Швейцария (IFPI Switzerland)                                                                                             | Платиновый    | 40 000^    |
| Великобритания (BPI) | 2× Платиновый | 670,000    |
| США (RIAA) | 3× Платиновый | 3,200,000  |
| Итого |               |            |
| Европа (IFPI) | Платиновый    | 1 000 000* |
| Мир | —             | 10,000,000 |
| * Данные о продажах приведены только на основе сертификации. ^ Данные о тиражах приведены только на основе сертификации. |               |            |

## Награды
| Год  | Организация                        | Награда                               | Результат | Ист.   |
| ---- | ---------------------------------- | ------------------------------------- | --------- | ------ |
| 2004 | Hong Kong Top Sales Music Awards   | Top Ten Best Selling Foreign Albums   | Победа    | [ 83 ] |
| 2004 | Premios Oye!                       | Main English Record of the Year       | Победа    | [ 84 ] |
| 2005 | Hungarian Music Awards             | Foreign Modern Rock Album of the Year | Номинация | [ 85 ] |
| 2005 | Japan Gold Disc Awards             | Rock & Pop Album of the Year          | Победа    | [ 86 ] |
| 2005 | Juno Awards                        | Album of the Year                     | Номинация | [ 87 ] |
| 2005 | Juno Awards                        | Pop Album of the Year                 | Победа    | [ 87 ] |
| 2005 | RTHK International Pop Poll Awards | The Best Selling English Album        | Победа    | [ 88 ] |